# 트릴리언 (소프트웨어)
트릴리언(Trillian)은 Cerulean Studios가 개발한 사유 멀티프로토콜 인스턴트 메신저이다. 마이크로소프트 윈도우, 맥 OS X, 리눅스, 안드로이드, iOS, 블랙베리 OS, 웹용으로 현재 이용이 가능하다. AIM, Bonjour, 페이스북 메신저, 구글 토크(행아웃), IRC, XMPP(Jabber), VZ, 야후! 메신저 네트워크 등의 여러 IM 서비스, 그리고 페이스북, 포스퀘어, 링크드인, 트위터 등 소셜 네트워킹 사이트, 그리고 POP3, IMAP 등의 이메일 서비스에 연결이 가능하다.
트릴리언은 윈도우 라이브 메신저나 스카이프는 더 이상 지원하지 않는데, 이 서비스들이 한데 합쳐져 있고 마이크로소프트가 스카이프킷의 지원을 중단하기로 결정했기 때문이다. 마이스페이스로의 연결을 더 이상 지원하지 않으며, 또 지메일, 핫메일, 야후! 메일의 별도 연결을 지원하지 않으나 POP3나 IMAP을 경유하여 연결할 수는 있다.
2000년 7월 1일 처음 프리웨어 IRC 클라이언트로 등장한 최초 상용 버전 트릴리언 프로 1.0은 2002년 9월 10일 출시되었다. 이 프로그램의 이름은 은하수를 여행하는 히치하이커를 위한 안내서에 나온 트릴리언이라는 가공 인물의 이름을 따서 만들어졌다.